# Melanotus dolini
Melanotus dolini là một loài bọ cánh cứng trong họ Elateridae. Loài này được Atamuradov miêu tả khoa học năm 1990.